# Sondre Solholm Johansen
Sondre Solholm Johansen (* 7. Juli 1995 in Asker) ist ein norwegischer Fußballspieler, der bei Odds BK unter Vertrag steht.

## Karriere

### Verein
Solholm Johansen begann seine Karriere im Jugendfußball für seinen Heimatverein Asker Fotball, bis er ab 2010 in den Jugendmannschaften von Stabæk Fotball spielte. Ab 2012 bekam Johansen einen festen Platz in Stabæks zweiter Mannschaft. Während der Saison 2014 wechselte er zu Lyn Oslo. Ab 2015 stand er bei Strømsgodset IF unter Vertrag. Dort spielte der Innenverteidiger in der zweiten Mannschaft, wurde jedoch im Jahr 2016 in den A-Kader berufen und spielte einmal in einem norwegischen Pokalspiel gegen Vindbjart FK.
In der ersten Hälfte des Jahres 2017 wurde Johansen an Mjøndalen IF ausgeliehen, im Juli 2017 wurde er fester Spieler von Mjøndalen und unterzeichnete einen Vertrag bis 2019. Ein Jahr später stieg er mit dem Zweitligisten als Vizemeister hinter Viking Stavanger in die  Eliteserie auf. Dabei hatte er sich als Stammspieler etabliert und verpasste nur ein Spiel. Im September 2018 verlängerte er seinen Vertrag bis zum Ende der Saison 2021, nachdem Mjøndalen die Liga halten konnte.
Im August 2021 wechselte Solholm Johansen vorzeitig aus seinem noch laufenden heraus zum schottischen Erstligaverein FC Motherwell. Im Januar 2023 nahm ihn der norwegische Verein Odds BK unter Vertrag, nachdem dieser eine Ablösesumme bezahlt hatte.

### Nationalmannschaft
Sondre Solholm Johansen absolvierte im Jahr 2013 zwei Länderspiele für die Norwegische U18-Nationalmannschaft.